# Bahía de Monterrey
La bahía de Monterrey (en inglés: Monterey Bay) es una bahía del océano Pacífico, en la costa de California, Estados Unidos, al sur de San Francisco y San José, entre Santa Cruz y Monterrey. La bahía, casi semicircular, está rodeada por un segmento de la Ruta Estatal 1, en la cual conecta hacia Santa Cruz en el extremo norte y hacia Monterrey en el extremo sur, en la península de Monterrey.  El «área de la bahía de Monterrey» es un coloquialismo local que a veces se usa para describir la totalidad de las comunidades de la costa central de los condados de Santa Cruz y Monterrey.
En 1992 se creó el santuario marino nacional de la bahía de Monterrey (Monterey Bay National Marine Sanctuary), protegiendo 444 km de costa y 15 783 km² de la bahía y de su área cercana. En estas costas se pueden observar decenas de especies de nutrias marinas, focas y aves. En total, en la reserva se pueden observar veintiséis especies de mamíferos marinos, 94 especies de aves marinas, 345 especies de peces, cuatro especies de tortugas y 450 especies de algas. Las algas pueden medir hasta 30 m de largo. La medusa dorada también está presente y se alimenta de plancton, crustáceos y peces pequeños.

## Toponimia

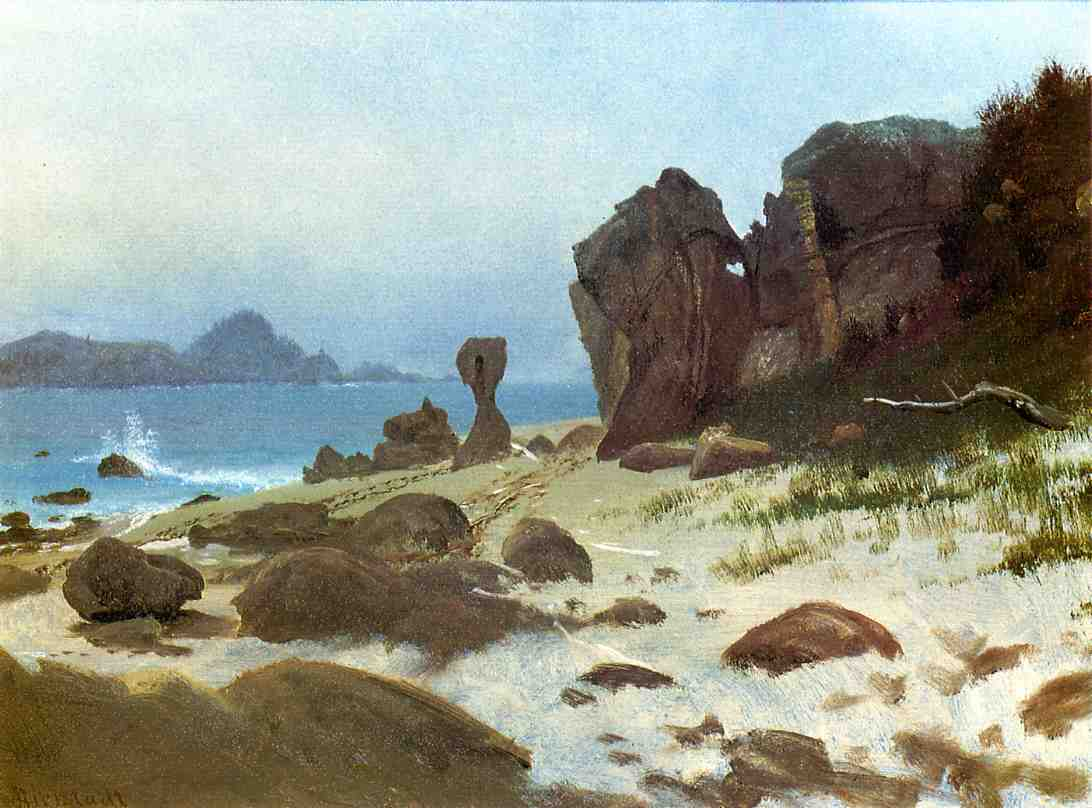
Albert Bierstadt, Bay of Monterey (Bahía de Monterrey), óleo sobre papel, sin fecha

El primer europeo en descubrir la bahía de Monterrey fue el explorador español Juan Rodríguez Cabrillo el 16 de noviembre de 1542, mientras navegaba hacia el norte siguiendo la costa en una expedición naval española. La bautizó como bahía de los Pinos, probablemente por el bosque de pinos que encontró por primera vez al rodear la península en el extremo sur de la bahía. El nombre de Cabrillo para la bahía se perdió, pero el punto más occidental de la península todavía se conoce como Punto Pinos. El 10 de diciembre de 1595 Sebastián Rodríguez Cermeño cruzó la bahía y le otorgó el nombre de bahía de San Pedro en honor a san Pedro Mártir.
El nombre actual de la bahía le fue dado en 1602 por Sebastián Vizcaíno, a quien el gobierno español le había encargado completar un mapa detallado de la costa. Fondeó en lo que hoy es el puerto de Monterrey el 16 de diciembre, y lo llamó puerto de Monterrey, en honor al conde de Monterrey, entonces virrey de Nueva España. Monterrey es la grafía en español del municipio gallego de Monterrey, en España, de donde eran originarios el virrey y su padre (el cuarto conde de Monterrey).
Todos los demás nombres de lugares en las cercanías que contienen Monterrey fueron nombrados así debido a su proximidad a la bahía: el presidio de Monterrey, la ciudad de Monterrey, el condado de Monterrey y el cañón de Monterrey.

## Geología
El cañón de Monterrey, uno de los cañones submarinos más grandes del mundo, comienza frente a la costa de Moss Landing, en el centro de la bahía de Monterrey. Tiene unos 400 km de largo, aunque su forma cambia regularmente debido a las corrientes y sedimentos que quedan en el área. El cañón se parece mucho al de un talud continental; la biología del cañón varía significativamente en las diferentes partes del cañón.

## Flora y fauna
La bahía de Monterrey es el hogar de muchas especies de mamíferos marinos, como las nutrias marinas, las focas comunes y los delfines mulares o de nariz de botella; además de estar en la ruta migratoria de las ballenas grises y jorobadas y un lugar de reproducción de elefantes marinos. Las orcas también se encuentran a lo largo de la costa, especialmente cuando las ballenas grises migran, ya que cazan a las ballenas durante su migración hacia el norte. En la bahía también viven muchas especies de peces, tiburones, moluscos como el abulón y calamares, aves y tortugas marinas. Varias variedades de quelpos crecen en la bahía, llegando algunos a ser tan altos como árboles, formando lo que se conoce como un bosque de algas.

## Áreas marinas protegidas
En la bahía de Monterey se han establecido varias áreas marinas protegidas, que al igual que los parques submarinos, ayudan a conservar la vida silvestre del océano y los ecosistemas marinos son:
- área de conservación marina estatal Soquel Canyon
- área de conservación marina estatal Portugués Ledge
- área de conservación marina estatal Pacific Grove Marine Gardens
- reserva marina estatal Lovers Point
- área de conservación marina estatal Edward F. Ricketts
- reserva marina estatal Asilomar

## Comunidades alrededor de la bahía de Monterrey
En el sentido de las agujas del reloj alrededor de la bahía, generalmente de norte a sur. Las comunidades del interior están sangradas:

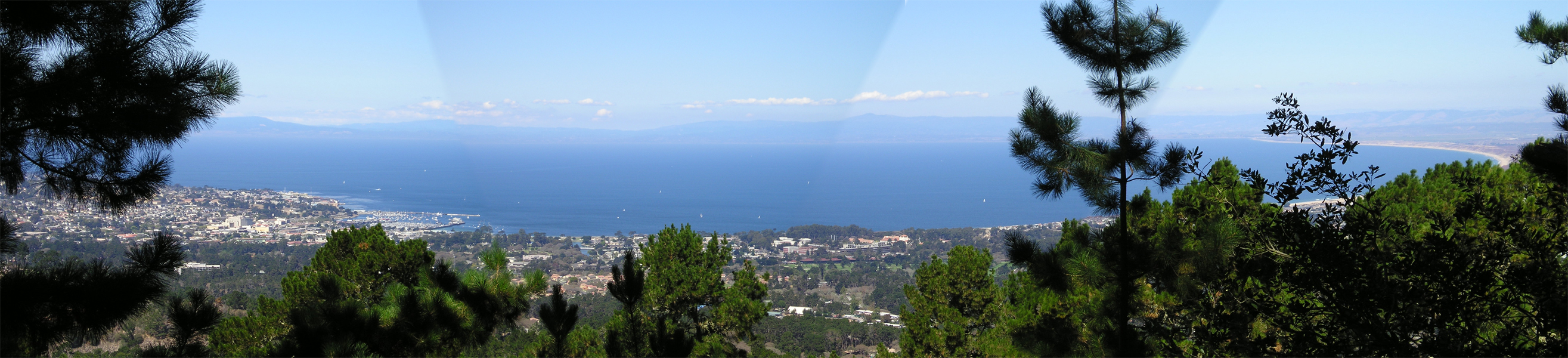
Panorama de la bahía de Monterey desde el parque Jacks Peak

- Santa Cruz
  - Live Oak
- Capitola
  - Soquel
- Aptos
- Rio del Mar
- La Selva Beach
  - Corralitos
  - Freedom
  - Watsonville
  - Pájaro
  - Las Lomas
  - Elkhorn
- Moss Landing
- Castroville
  - Salinas
- Marina
- Seaside
  - Fort Ord
  - Sand City
  - Del Rey Oaks
- Monterey
  - New Monterey
- Pacific Grove
- Carmel
  - Carmel Valley
  - Carmel Highlands

## Galería de imágenes

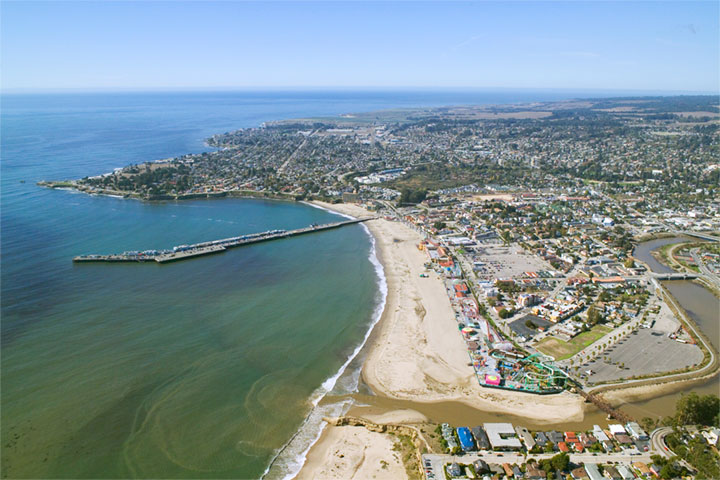
Vista aérea del extremo norte de la bahía de Monterrey en Santa Cruz
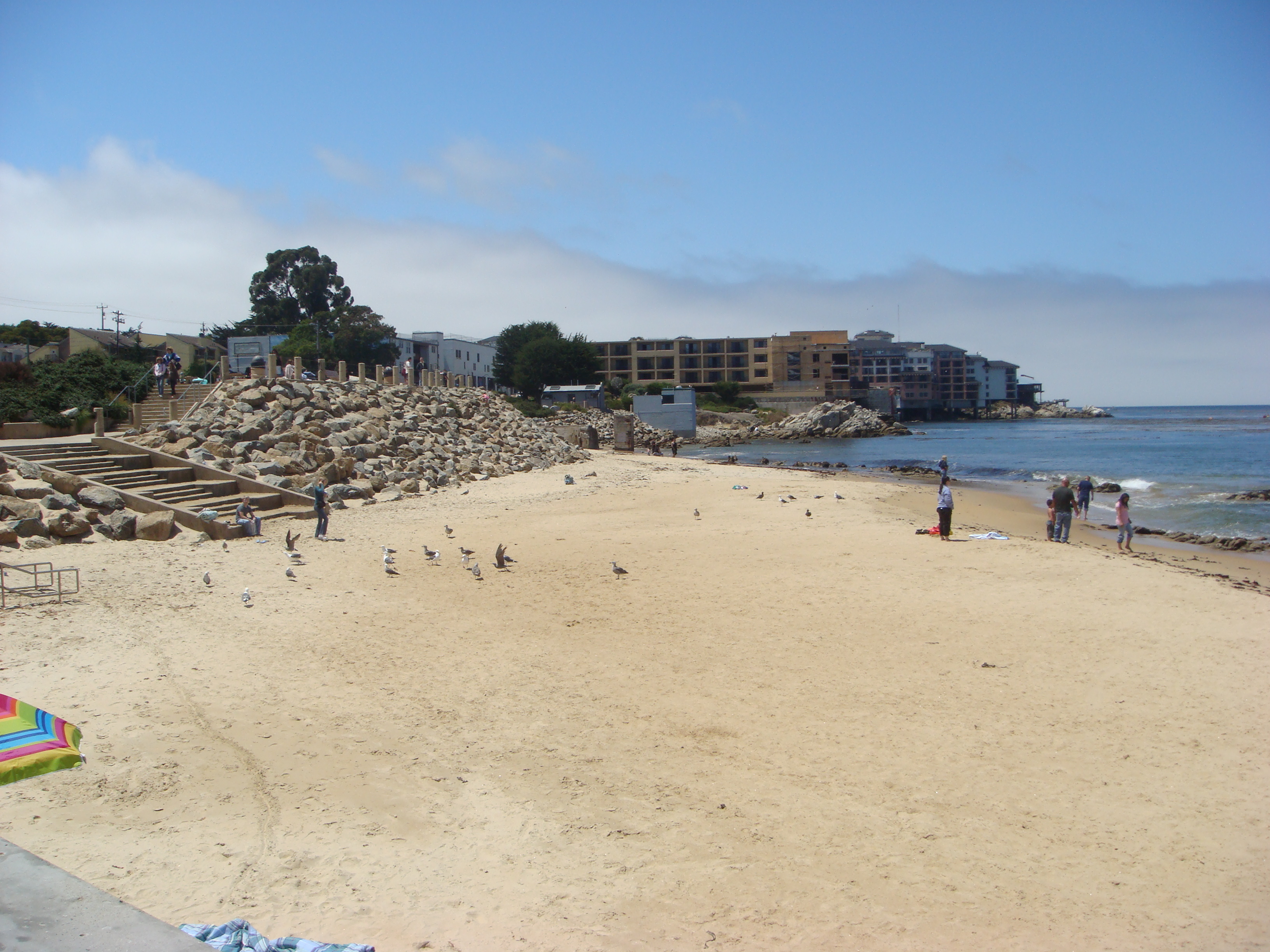
Una de las muchas playas en las costas de la bahía de Monterrey
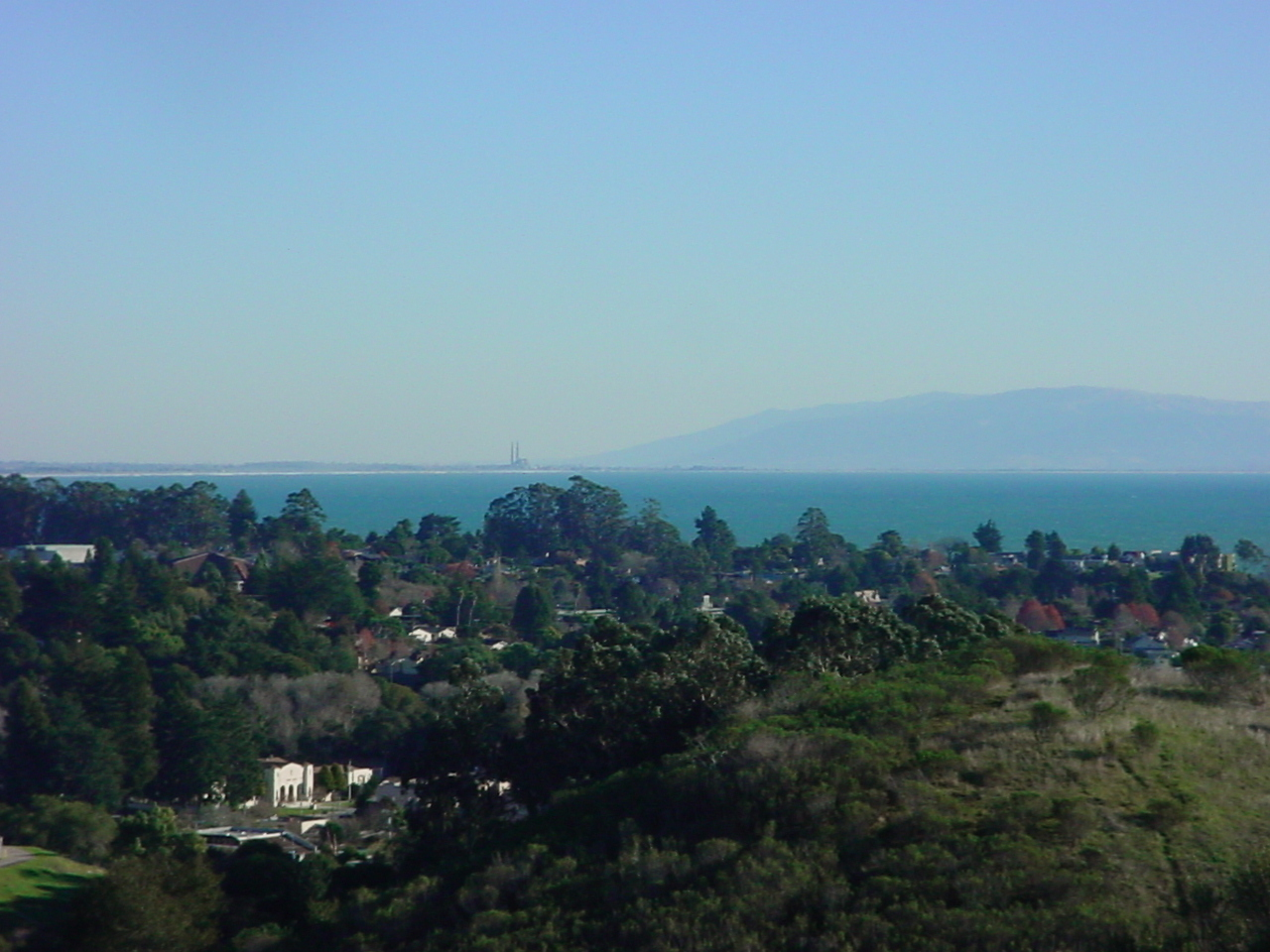
La bahía de Monterrey vista desde Soquel (California). La planta de energía de Moss Landing es visible en la distancia
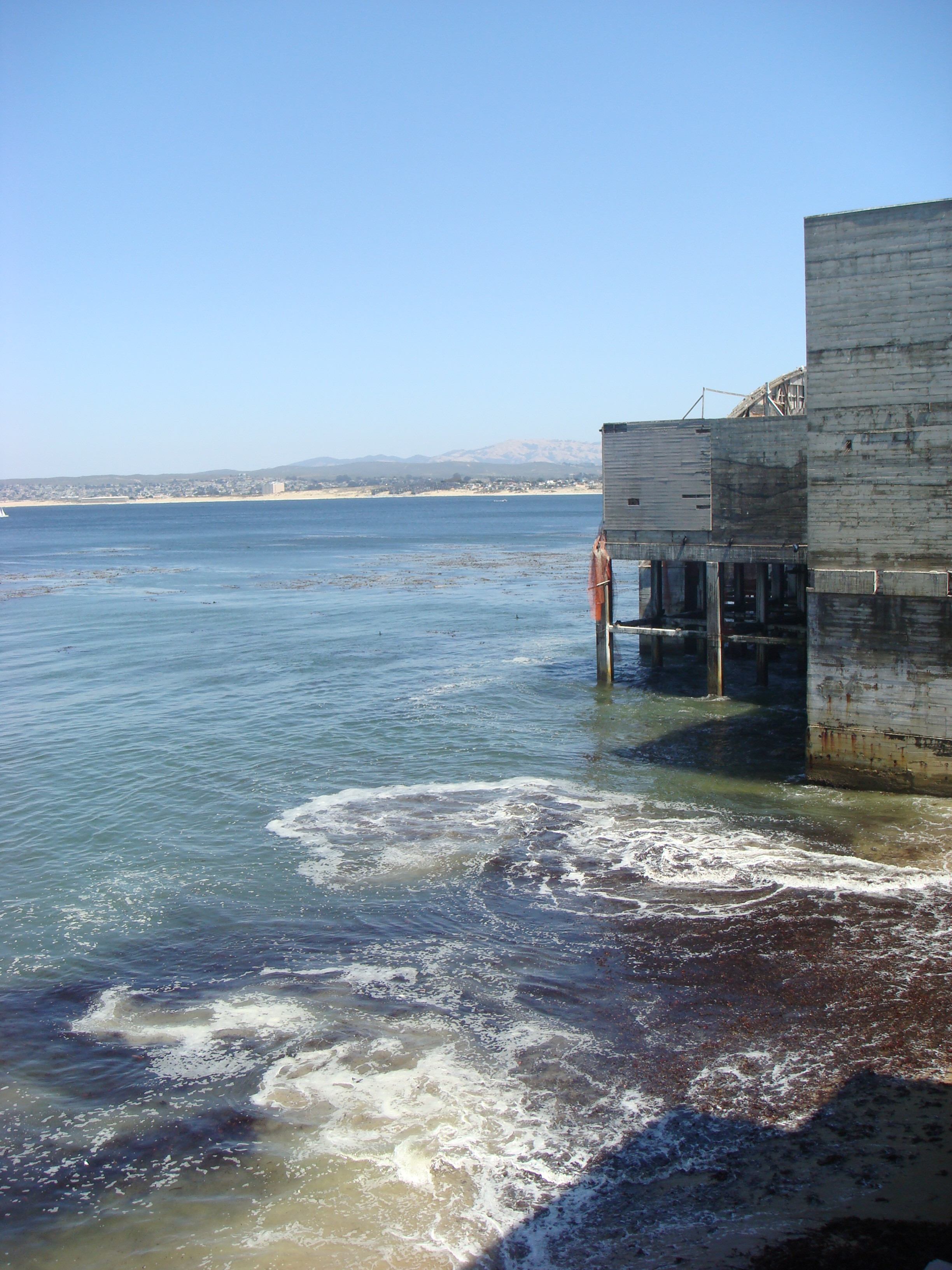
Bahía de Monterrey vista desde old Cannery Foundations

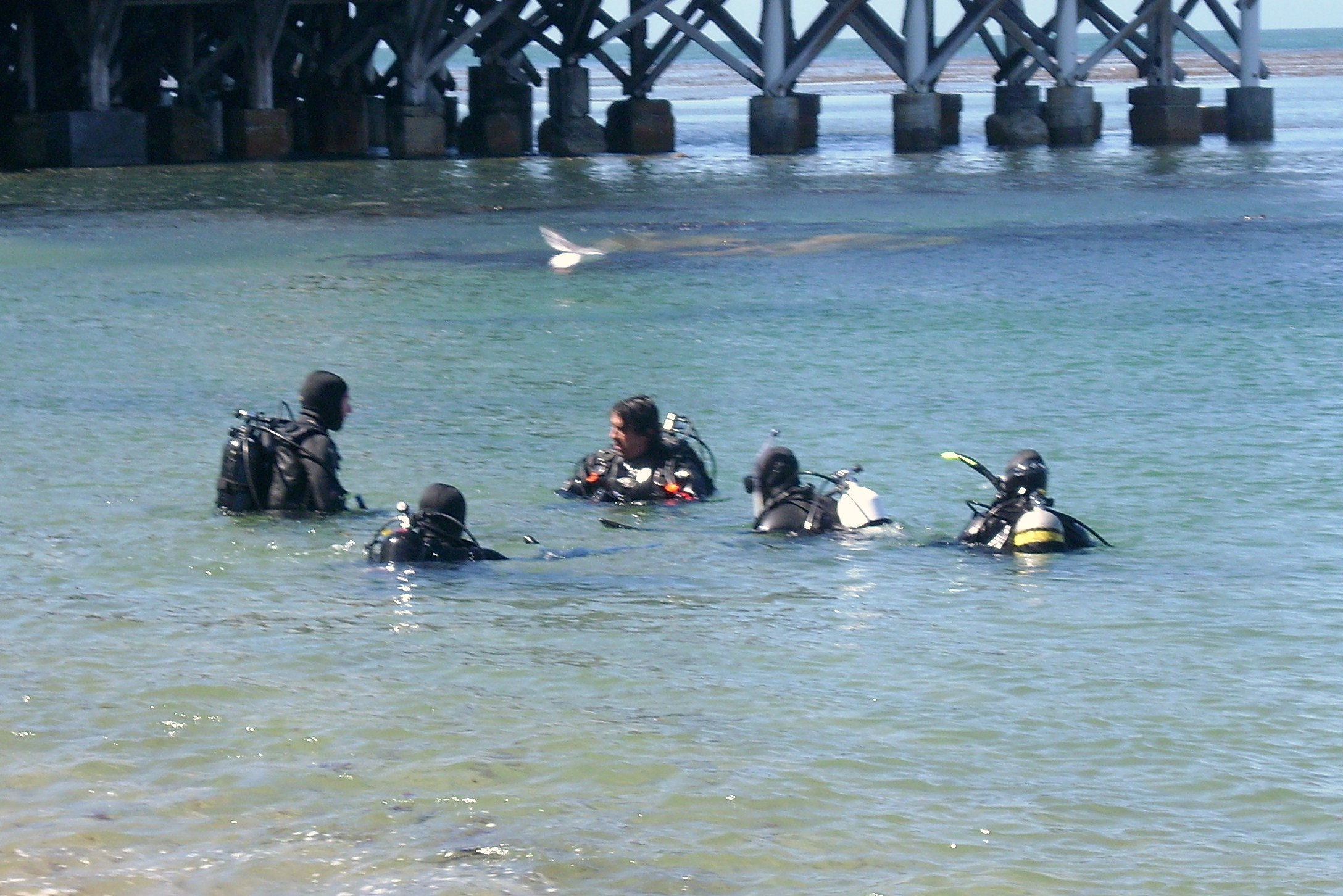
Clases de buceo en la bahía, cerca de Monterrey
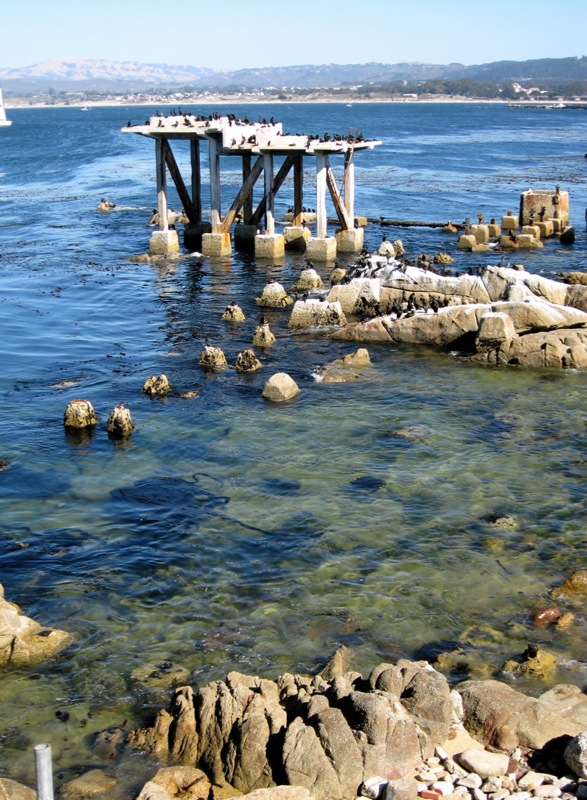
"Condominio" de cormoranes en la bahía de Monterrey